# Venus (Rumunia)

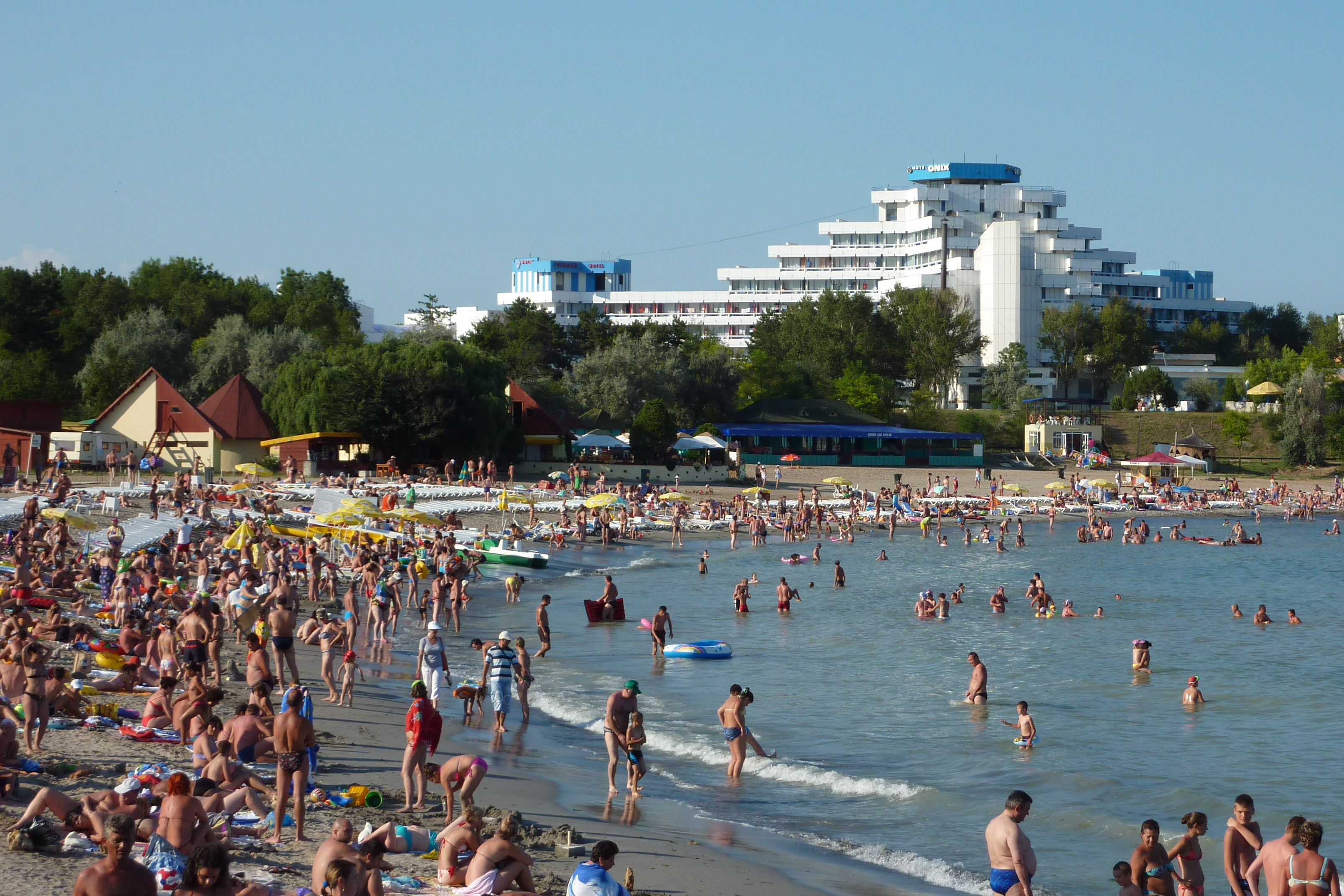
Plaża w Venus

Venus – rumuński kurort letni, zlokalizowany we wschodniej części okręgu Konstanca. Z administracyjnego punktu widzenia należy do Mangalii. Nie ma stałej populacji.